# Orvin Cabrera
Orvin Cabrera (20 de fevereiro de 1977 - 28 de setembro de 2010) foi um futebolista hondurenho que jogava como atacante.
Cabrera morreu em setembro de 2010, após uma batalha de dois anos contra um câncer de fígado.